# Paul Sisco
Paul Carmen Sisco (ur. 1928) – amerykański baseballista.
Sisco studiował na University of Illinois at Urbana-Champaign, gdzie w sezonie 1949, grał na pozycji lewozapolowego w drużynie uniwersyteckiej  
Illinois Fighting Illini. Jeszcze w tym samym roku, podpisał kontrakt z Chicago Cubs, jednak przez dwa sezony występował jedynie w klubach farmerskich tego zespołu.

## Statystyki w minor leagues
Sezon zasadniczy
| Sezon              | Klub                                             | G  | PA | AB  | R  | H  | 2B | 3B | HR | RBI | SB | CS | BB | SO | BA    | OBP | SLG   | OPS |
| ------------------ | ------------------------------------------------ | -- | -- | --- | -- | -- | -- | -- | -- | --- | -- | -- | -- | -- | ----- | --- | ----- | --- |
| 1949               | Rutherford County Owls (klub farm. Chicago Cubs) | 64 | NO | 266 | NO | 76 | 14 | 5  | 1  | NO  | NO | NO | NO | NO | 0,286 | NO  | 0,387 | NO  |
| 1950               | Visalia Cubs (klub farm. Chicago Cubs)           | 18 | NO | 72  | NO | 18 | 3  | 0  | 1  | NO  | NO | NO | NO | NO | 0,250 | NO  | 0,333 | NO  |
| Łącznie w karierze | Łącznie w karierze                               | 82 | NO | 338 | NO | 94 | 17 | 5  | 2  | NO  | NO | NO | NO | NO | 0,278 | NO  | 0,376 | NO  |